# Propupaspiridae
Propupaspiridae zijn een uitgestorven familie van weekdieren uit de klasse van de Gastropoda (slakken).

## Taxonomie
Het volgende geslacht is bij de familie ingedeeld:
- † Propupaspira Pan & Erwin, 2002